# Komety
Komety là một trong những ban nhạc alternative rock nổi tiếng nhất của Ba Lan. Ban nhạc có ba thanhg viên gồm: Lesław (hát, guitar, viết lời), W. Szewko (guitar bass) và Arkus (dàn trống). Phong cách âm nhạc và lời của ban nhạc có nét đặc trưng.
Năm 2003, Komety phát hành album đầu tiên của họ. Hãng thu âm album này là Jimmy Jazz Records.
Năm 2005, album "Via Ardiente" phát hành. Ban nhạc biểu diễn album này tại lễ hội punk rock Antifest ở Cộng hòa Séc. Album "Komety 2004-2006" ra mắt vào năm 2006.
Album tiếp theo, "Akcja v1" ra mắt vào năm 2007. Nhiều đĩa đơn trích từ album đứng đầu trong nhiều bảng xếp hạng âm nhạc của Ba Lan.
Đầu năm 2008, Hãng đĩa Esquilo của Mexico phát hành một tuyển tập các bài hát nổi tiếng nhất của ban nhạc tên là "The Story of Komety".
Tháng 3 năm 2009, album "Zloto Aztekow" ra mắt trên nền tảng của Jimmy Jazz Records.
Komety là một trong số ít các ban nhạc Ba Lan có tầm ảnh hưởng ra nước ngoài. Nhiều bài hát của họ xuất hiện trên các album tổng hợp ở các nước như Mỹ, Pháp, Phần Lan, Đức, Nhật Bản và Nga.
Album "Luminal" phát hành vào tháng 4 năm 2011. Album "Paso Fino" ra mắt vào năm 2014 (hãng Thin Man Records) và album mới nhất "Bal nadziei" phát hành vào năm 2016 (hãng Thin Man Records).

## Thành viên ban nhạc
- Lesław - hát, guitar, viết lời
- W.Szewko - guitar bass
- Arkus - dàn trống

## Bài hát
- 2003 - "Komety"
- 2005 - "Via Ardiente"
- 2006 - "Via Ardiente" - phiên bản tiếng Anh
- 2006 - "Komety 2004-2006"
- 2007 - "Akcja v1"
- 2008 - "Akcja v1" - Phiên bản tiếng Anh
- 2008 - "The Story of Komety"
- 2011 - "Luminal"
- 2014 - "Paso Fino"
- 2016 - "Bal nadziel"